# STIE
La STIE, acronimo di Società Trazione e Imprese Elettriche, è un'azienda di trasporti pubblici automobilistici. Fino al 1966 eserciva la tranvia Milano-Gallarate.
La sede legale è a Lodi, mentre la direzione operativa si trova a San Vittore Olona. Ha depositi di automezzi a Pero, Olgiate Olona, Gallarate, Busto Arsizio, San Vittore Olona e Seregno.
Esercita il servizio di trasporto pubblico per la regione Lombardia con delega alla città metropolitana di Milano e alla provincia di Varese. Esercita anche autolinee extraurbane e turistiche e opera nel settore del noleggio di autobus.

## Storia

### La fondazione e l'attività tranviaria
La società fece il suo ingresso nella gestione del trasporto pubblico nel 1912, quando iniziò le trattative con la società anonima, a capitale belga di Tranvie e Ferrovie economiche di Roma, Milano e Bologna per l'acquisizione della tranvia Milano-Gallarate. In questa iniziativa furono coinvolte diverse imprese: la Brisenbanke di Basilea, la Società Lombardia di Elettricità, la Societè de Tramways e Chemin de Fer Economique de Bruxelles e la Tecnomasio di Milano. L'acquisto fu ufficializzato con la convenzione del 10 luglio 1913 approvata con regio decreto 6 novembre 1913, n. 1340.
La STIE rinnovò la linea: elettrificandola a 750 volt in corrente continua, con alimentazione garantita da due sottostazioni elettriche situate a Rho e a Busto Arsizio, e sostituendo l'armamento. Fu acquistato nuovo materiale, di costruzione Breda, per le casse e gli allestimenti generali, mentre motore ed equipaggiamento elettrico furono di competenza della Tecnomasio Italiano Brown Boveri (TIBB). La sede sociale era posta a Milano, in corso Sempione, presso la rimessa milanese della tranvia.
Tra il 1931 e il 1933 la rete STIE si estese a Cassano Magnago e a Lonate Pozzolo. Fu costruito anche un raccordo che collegava la stazione STIE di Gallarate a quella delle Ferrovie dello Stato
Dopo la seconda guerra mondiale, la tranvia risentì della concorrenza della parallela linea ferroviaria e del trasporto su gomma, per cui si assistette ad un generale calo dei volumi di traffico che spinse la STIE a sopprimere i rami più periferici, quali la Cassano Magnago-Lonate Pozzolo e la Legnano-Gallarate, nel 1951. Il servizio tranviario lungo i centri abitati serviti dalle tratte soppresse fu sostituito dagli autobus della STIE. Le attività tranviarie terminarono definitivamente con la chiusura della Milano-Gallarate avvenuta il 18 gennaio 1966.

### L'attività automobilistica

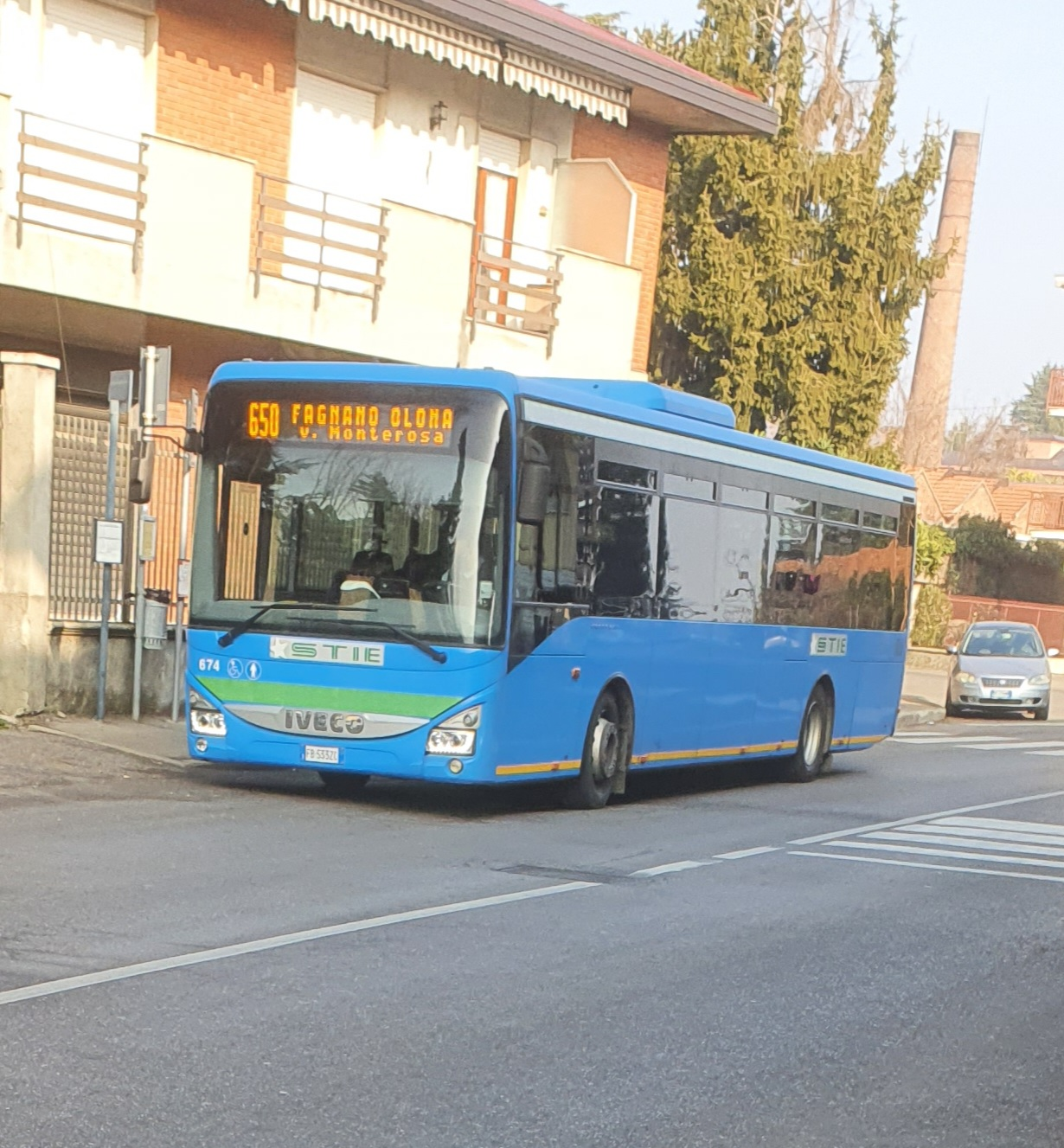
Un autobus STIE extraurbano percorrente la tratta Fagnano Olona - Busto Arsizio

Il 1º gennaio 1952 la STIE iniziò l'esercizio delle autolinee urbane di Legnano. Dal 1º luglio 2008, una parte della STIE si unì con l'ATINOM e con l'azienda di trasporti pubblici di Legnano, per dar vita alla MOVIBUS. La restante parte di azienda, rimasta a tutti gli effetti STIE, svolge i servizi urbani per le città di Legnano, Busto Arsizio, Seregno, Saronno e Rho, quelli extraurbani nella provincia sud di Varese, le linee di granturismo verso le località balneari della Versilia e del ponente ligure, ed infine quelli aeroportuali per i terminal 1 e 2 dell'aeroporto di Malpensa.
Alla fine del 2008 STIE acquistò l'intero pacchetto azionario di Agesp Trasporti, partecipata indiretta del comune di Busto Arsizio attraverso Agesp Holding. STIE era già socia al 40% della Agesp Trasporti fin dalla sua fondazione nel 2001.